# Pedro Gómez Labrador
 (janvier 2024).
Si vous disposez d'ouvrages ou d'articles de référence ou si vous connaissez des sites web de qualité traitant du thème abordé ici, merci de compléter l'article en donnant les références utiles à sa vérifiabilité et en les liant à la section « Notes et références ».
Pedro Gómez Labrador y Havela, marquis de Labrador, né le 30 novembre 1764 à Valencia de Alcántara et mort le 17 juin 1850 à Paris, était un diplomate et homme politique espagnol des XVIIIe et XIXe siècles.

## Biographie
Ancien ministre de Charles IV à la cour de Florence, Labrador s'était fait remarquer par ses talents dans la carrière diplomatique avant que la Révolution française, qui vint détrôner Ferdinand VII, lui permît de signaler son zèle et son dévouement pour la cause de son souverain. Si l'on en croit une lettre que Mariano Luis de Urquijo écrivit à Juan Escóiquiz, il paraîtrait que le marquis de Labrador fut un des conseillers qui engagèrent Ferdinand VII à se rendre en 1808 à Bayonne. Quoi qu'il en soit, le marquis de Labrador fut appelé à la faveur d'accompagner son souverain ; et il eut, par ordre de ce prince, une conférence avec Jean-Baptiste Nompère de Champagny, relativement aux propositions que l'empereur Napoléon Ier voulait faire accepter par Ferdinand VII. Ces propositions tendaient directement à renverser du trône la dynastie des Bourbons, pour y placer un membre de la famille Bonaparte comme celui-ci l'avait déjà annoncé par l'organe de Savary.
Le marquis de Labrador exigea, avant tout, que de Champagny lui remit, dans une forme authentique, les propositions de Bonaparte ; mais celui-ci s'y refusa, ainsi qu'à l'échange de ses pleins pouvoirs, sous prétexte que c'étaient des choses de forme et tout à fait distinctes de l'objet essentiel de la négociation. De son côté, le marquis de Labrador apporta dans la discussion une certaine raideur et peu d'esprit de conciliation. Cette conférence s'étant passée en discussions vagues et en réponses évasives de la part du ministre français, le marquis de Labrador lui demanda, en le quittant, si le roi était libre. – On ne peut, dit Champagny, élever aucun doute à ce sujet. – Dans ce cas, répliqua de Labrador, on ne doit donc pas se refuser à le rendre à son peuple ? De Champagny répondit que, quant au retour de Ferdinand VII en Espagne, il était nécessaire qu'il s’entendît avec Bonaparte de vive voix ou par lettre. D'après cette entrevue, de Champagny jugea qu'il ne parviendrait point à faire entrer le marquis de Labrador dans ses desseins : en conséquence, Bonaparte ne tarda pas à s'en débarrasser sous prétexte qu'il n'était pas d'un rang égal à celui de de Champagny.
Labrador partagea l'exil de Ferdinand VII, fut retenu en France et ne rentra en Espagne qu'en 1814. Ferdinand VII le nomma aussitôt conseiller d'État et ambassadeur en France et représentant auprès de l'Espagne au congrès de Vienne. Arrivé à Vienne au mois de septembre, il fut membre du comité général des huit puissances signataires du traité de Paris ; et pendant les discussions relatives à l'abolition de la traite des esclaves en février 1815, il s'opposa fortement, et même avec une certaine aigreur, à lord Castlereagh qui demandait l'abolition immédiate, déclara que l'Espagne ne s'était engagée, par le traité du 5 juillet 1814, qu'à prendre en considération les moyens d'abolir la traite ; que cependant, d'après les instances de l'ambassadeur anglais, la cour de Madrid avait fixé cette abolition définitive à huit ans, et avait, en attendant, circonscrit la traite aux seules côtes de l'Afrique situées entre l'équateur et le 10e parallèle nord ; que c'était tout ce qu'on pouvait accorder, vu la situation des colonies de Cuba et de Porto Rico, où l'introduction des esclaves, troublée par les croisières anglaises, est nécessaire pour soutenir les établissements nouvellement commencés. Il finit en disant que l'Angleterre pressait trop la conclusion d'une affaire que le parlement britannique avait discutée depuis 1788 jusqu'en 1807. Les raisons émises par le marquis de Labrador obtinrent du succès près des membres du congrès, qui accordèrent un délai, malgré les efforts des plénipotentiaires britanniques.
Ayant reçu, en mars 1815, l'invitation adressée à Ferdinand VII par les plénipotentiaires d'Autriche, d'Angleterre, de Russie et de Prusse, d'accéder au traité d'alliance conclu le 25 du même mois contre Napoléon, il répondit que l'Espagne n'adhérerait à aucun traité si elle n'y était pas considérée comme partie principale. Au mois de juin suivant, il refusa de reconnaître l'acte par lequel les plénipotentiaires des quatre grandes puissances avaient irrévocablement prononcé entre eux, et sans sa participation, sur les droits du roi son maître, et du roi d'Étrurie en Italie, et il déclara que ses instructions lui ordonnaient de ne signer aucune convention contraire à la restitution immédiate et totale des trois duchés de Parme, Plaisance et Guastalla. Le marquis de Labrador s'était presque exclusivement occupé, pendant la durée du congrès, d'obtenir, à cet égard, la solution qu'il désirait, mais ses efforts avaient été infructueux. Carlos Gutiérrez de los Ríos (es), ayant été chargé de continuer cette négociation, la termina par des traités conclus avec les dites grandes puissances et signés à Paris les 7, 8, 9 et 10 juin 1817. 
Labrador retourna en Espagne après la clôture du congrès de Vienne ; il fut ensuite nommé ambassadeur à Naples, et plus tard à Rome. Il mourut à Paris en 1850.

## Œuvres
- Mélanges sur la vie privée et publique du Marquis de Labrador, écrits par lui-même, et renfermant une revue de la politique de l'Europe depuis 1798 jusqu'au mois d'octobre 1849, et des révélations très-importantes sur le congrés de Vienne, Paris, E. Thunot, 1849 (lire en ligne).